# Битка при Солун (1040 първа)
Вижте пояснителната страница за други значения на Битка при Солун.
Битката при Солун се провежда през 1040 г. близо до град Солун в съвременна Гърция между българите и византийците. Тя завършва с българска победа.

## Причини за конфликта
През 1018 г. византийците завладяват България след тежка половинвековна борба. През 1040 г. неизвестният Делян твърди, че е потомък на българския цар Самуил и застава начело на въстание срещу византийското владичество - то е отхвърлено в Белград и той е провъзгласен за цар под името Петър II, наречен на светия цар Петър I (927-969).
По същото време местните българи на територията на днешна Албания въстават под командването на Тихомир. Двамата лидери се срещат и за да избегнат объркване, Петър Делян е избран за единствен предводител на бунтовническата армия, а Тихомир е убит.

## Битка
След като се обединяват двете армии на Петър Делян, те тръгват на изток към Солун, където по това време е византийският император Михаил IV Пафлагон. Византийците са победени, а императорът бяга с жена си, оставяйки личната си шатра и голямо количество злато и сребро.

## Последици
Българските успехи продължават със завладяването на важното адриатическо пристанище Драч. Друга армия напада Тесалия и завладява северните ѝ части. Това причинява сериозни проблеми на управата в Константинопол, която трябва да действа бързо, за да спре възстановяването на българското царство.